# Carlos Knight
Carlos Knight (* 22. September 1993 in Columbia, South Carolina) ist ein US-amerikanischer Schauspieler, der seit 2011 in einer der Hauptrollen in der Fernsehserie Supah Ninjas zu sehen ist.

## Leben
Seine Karriere als Schauspieler begann der im Jahre 1993 in Columbia, der Hauptstadt des US-Bundesstaates South Carolina, geborene Carlos Knight in noch jungen Jahren an Laientheatern in seiner Heimatstadt. Dabei sammelte er unter anderem am berühmten Town Theatre, das als ältestes ununterbrochen genütztes Laientheater der Vereinigten Staaten gilt und sogar ins National Register of Historic Places aufgenommen wurde, erste Schauspielerfahrung. Während dieser Zeit wurde er auch in zahlreichen Stücken wie der Romanadaption The Best Christmas Pageant Ever, den Musicalproduktionen Footloose, The Wiz oder dem Rock-Musical Rock Nativity eingesetzt. Durch seine Theaterausbildung brachte er es im Jahre 2006 zu seinem ersten Fernsehauftritt in der Show Sherlock Hound and the SC History Mystery. Im selben Jahr besuchte er auch eine Convention in Atlanta, Georgia, wo er von verschiedenen Agenten umworben wurde. Nachdem er von einem Agenten unter Vertrag genommen worden war, zog es ihn nach Kalifornien, wo er sich in Los Angeles niederließ und dort auch zu einer kleinen Gastrolle in Numbers – Die Logik des Verbrechens kam. Daneben folgten in dieser Zeit auch noch verschiedene kleinere Engagements und ein Auftritt in der Serie Zoey 101. Zudem wurde er in dieser Zeit auch in einem Werbespot des Einzelhandelskonzerns Wal-Mart eingesetzt und brachte es schließlich im Jahre 2008 auf einen größeren Einsatz in einer Episode der erfolgreichen Krankenhausserie Emergency Room – Die Notaufnahme. Dabei trat er in der Rolle des Zeke in Erscheinung und wurde für sein Engagement im Jahre 2009 mit einem Young Artist Award in der Kategorie „Best Performance in a TV Series – Guest Starring Young Actor“ ausgezeichnet. Die Wahl endete dabei unentschieden mit Joey Luthman, der in einer Episode von Private Practice zu einer Gastrolle kam. Nach einer weiteren Gastrolle in der NBC-Fernsehserie Southland und einem Einsatz im Independentfilm Down for Life wurde er im Jahre 2010 für eine Hauptrolle in die Nickelodeon-Serie Supah Ninjas gecastet, in der er seit 2011 als Owen Reynolds zu sehen ist.

## Filmografie
- 2006: Sherlock Hound and the SC History Mystery (Fernsehshow)
- 2006: Numbers – Die Logik des Verbrechens (Numb3rs) (Fernsehserie, 1 Episode)
- 200?: Zoey 101 (Fernsehserie, 1 Episode)
- 2008: Emergency Room – Die Notaufnahme (ER) (Fernsehserie, 1 Episode)
- 2009: Southland (Fernsehserie, 1 Episode)
- 2010: Down for Life
- 2011–2013: Supah Ninjas (Fernsehserie)
- 2013: Fred: The Show (Fernsehserie)

## Auszeichnungen
- 2009: Young Artist Award in der Kategorie „Best Performance in a TV Series – Guest Starring Young Actor“ für sein Engagement in Emergency Room – Die Notaufnahme[3]